# 寒霞渓

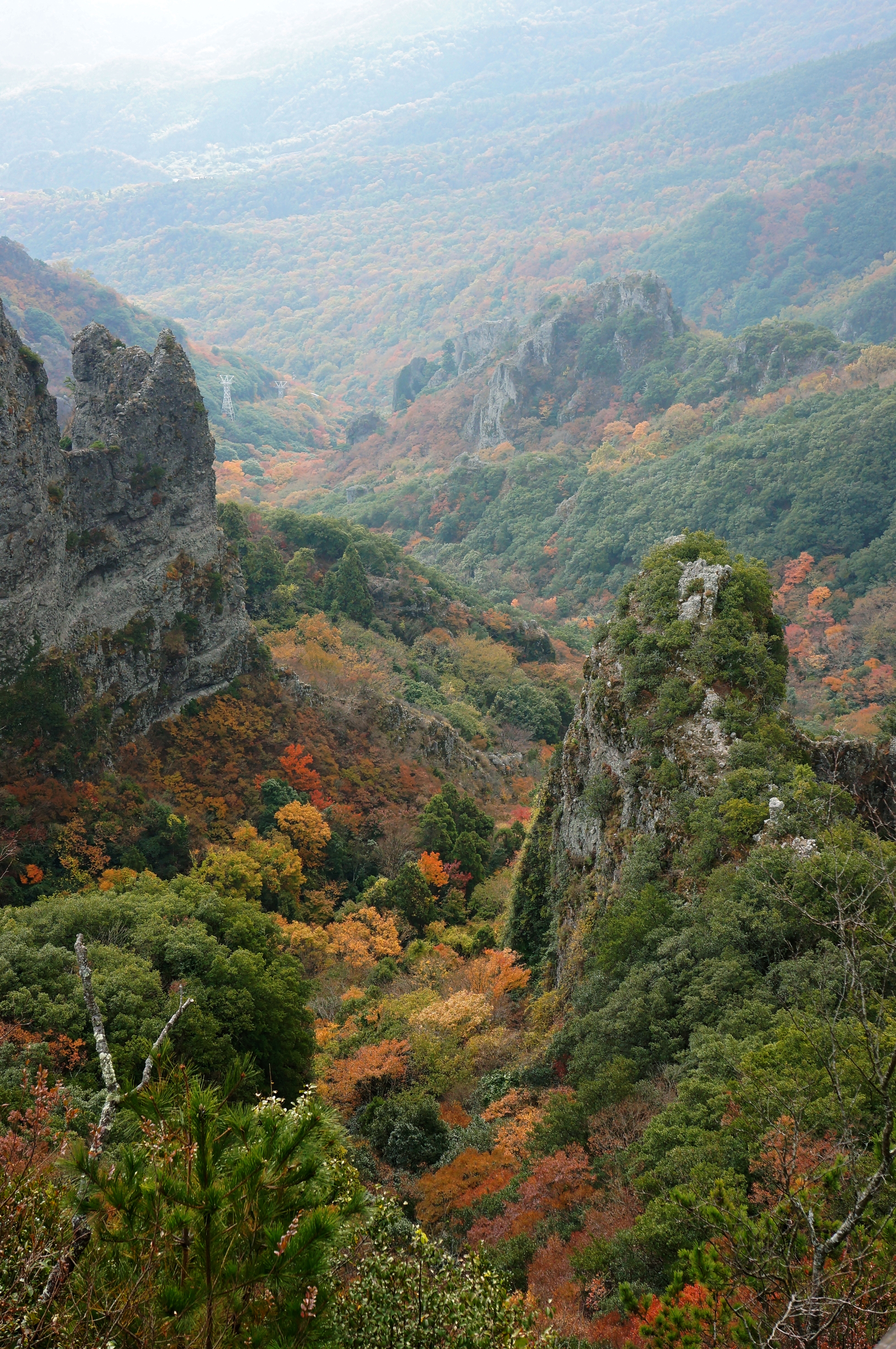
鷹取展望台の近くからの眺望

寒霞渓（かんかけい）は、香川県の小豆島にある渓谷。国指定の名勝。

## 概要
星ヶ城と美しの原高原の間、範囲は東西7キロメートル、南北4キロメートルに及ぶ大渓谷で、そこに約1300万年前の火山活動により堆積した疑灰角礫岩などが、度重なる地殻変動と風雨による侵食により、断崖や奇岩群を形成している。『日本書紀』にも記述がある奇勝で、元々は鍵掛（鉤掛）、神懸、神駆などの字が当てられてカンカケの名で呼ばれてきた。これはガンカケ、ガッカケなどとともに崩れた崖や絶壁などを指す語であるが、これを元に明治初期の儒学者、藤沢南岳が寒霞渓と命名した。
当地は、大正12年（1923年）3月7日に「神懸山（寒霞渓）」として国の名勝に指定され、また1934年の瀬戸内海国立公園設置の契機となった、大渓谷と海を一望できる景勝地である。ほか、日本三大渓谷美、日本三大奇勝や日本百景、「21世紀に残したい日本の自然100選」等に選ばれている。新緑や特に紅葉の季節は多くの観光客で賑わう。

## 登山道の名所
寒霞渓表十二景
- 通天窓
- 紅雲亭

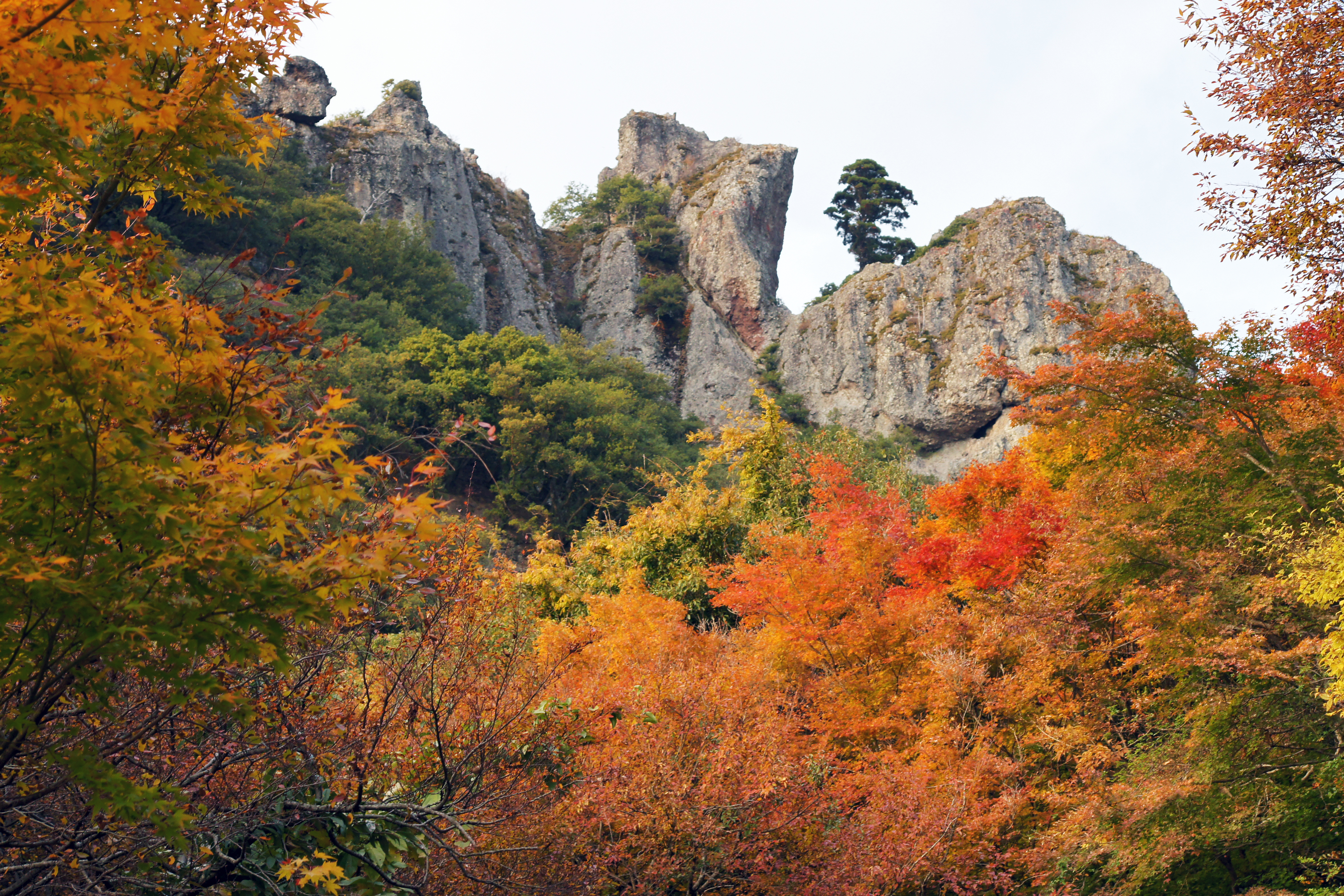
錦屏風
- 老杉洞
- 蟾蜍岩
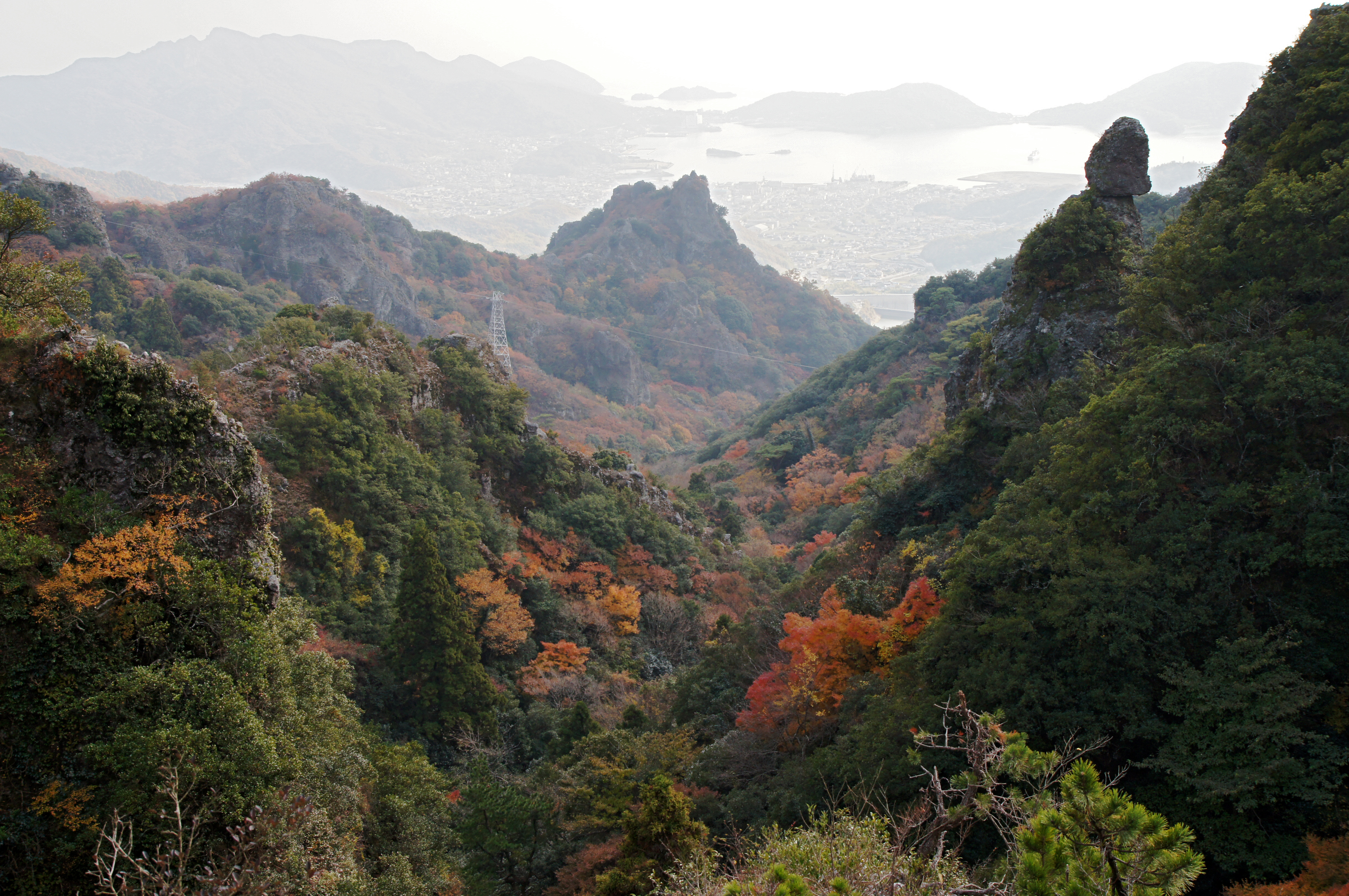
玉筍峰
- 画帖石
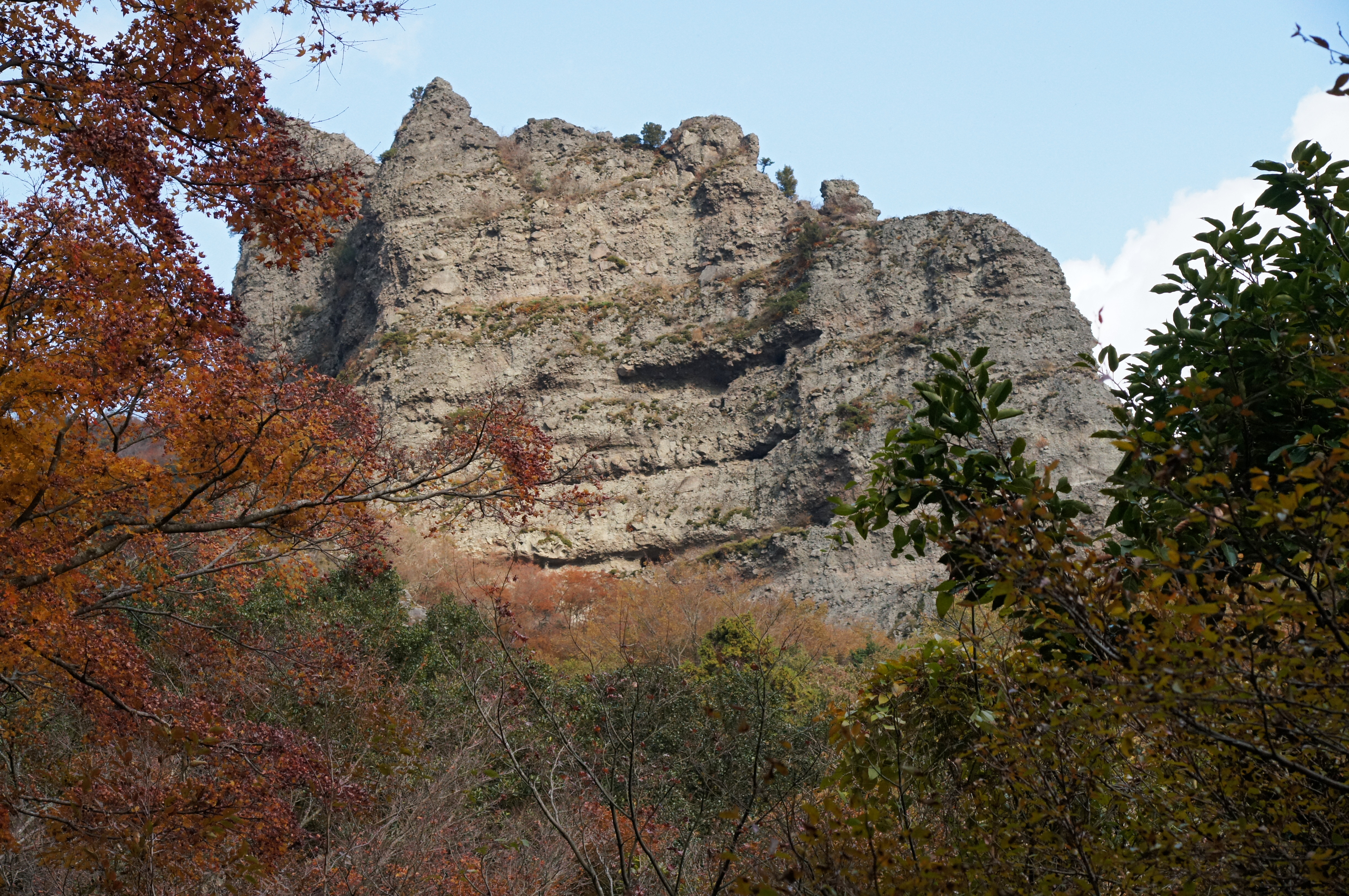
層雲壇
- 荷葉岳
- 女羅壁
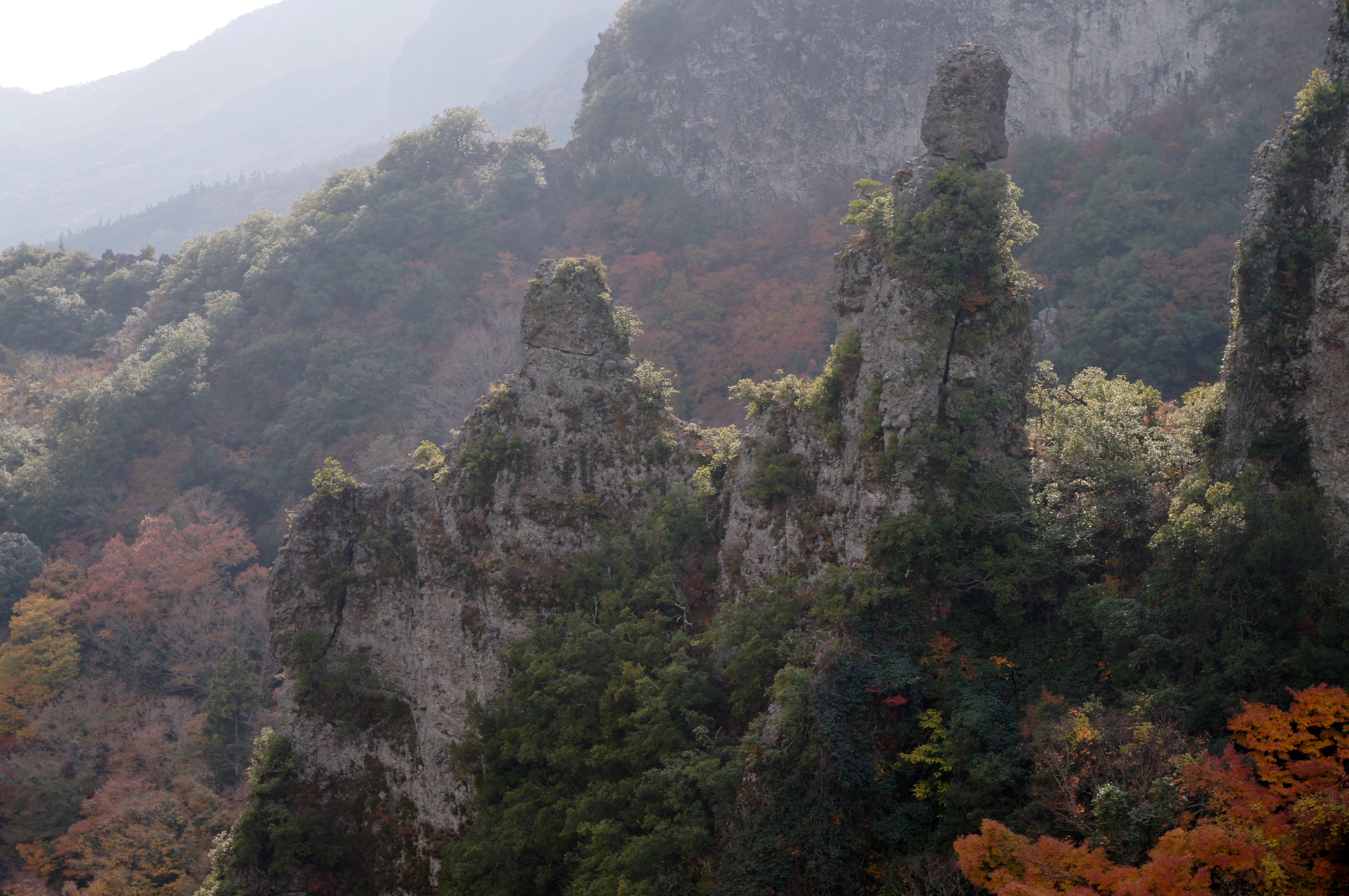
烏帽子岩
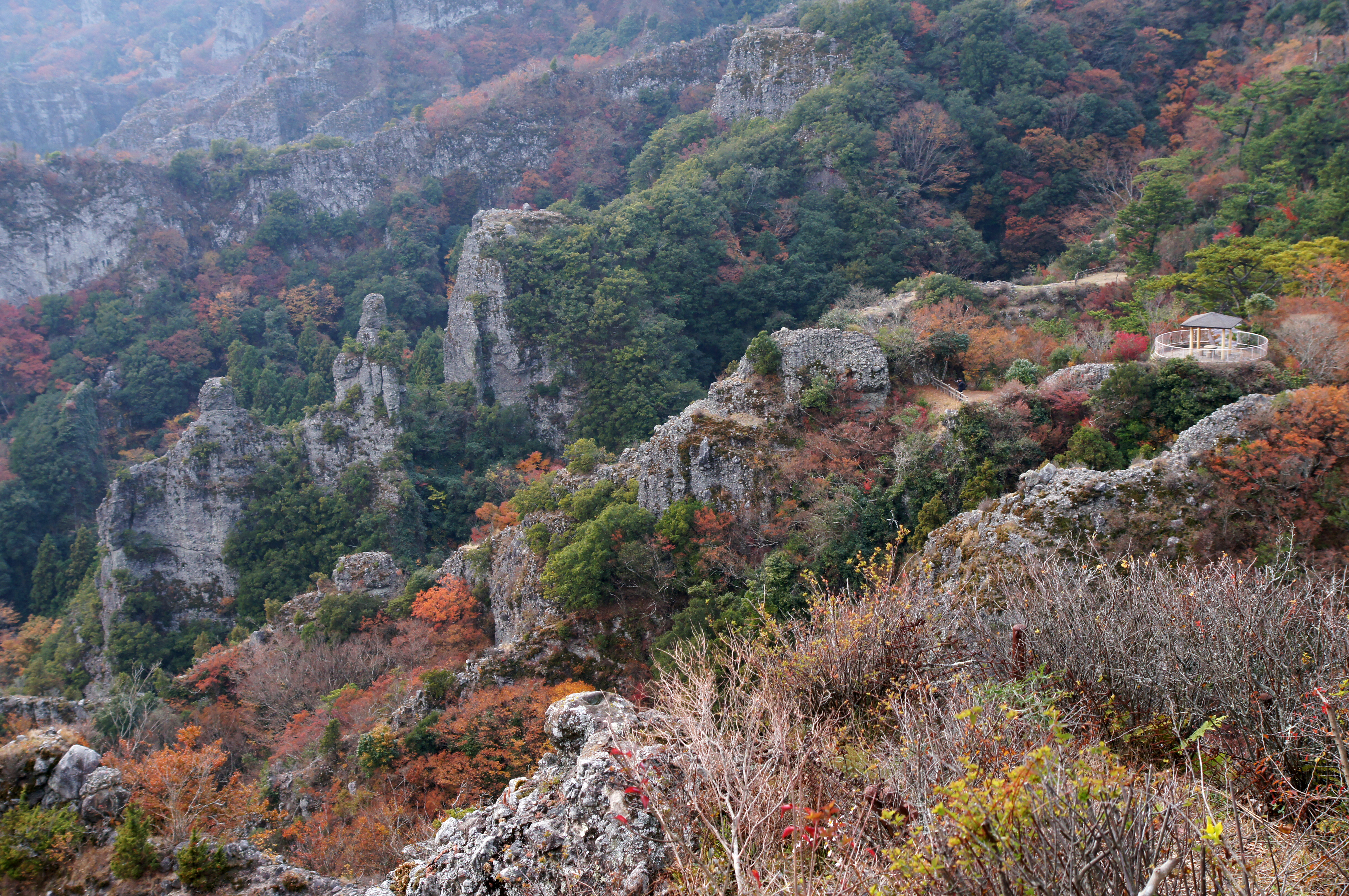
四望頂

- 03. 錦屏風
- 06. 玉筍峰
- 08. 層雲壇
- 10. 烏帽子岩
- 12. 四望頂

寒霞渓裏八景
- 鹿岩
- 松茸岩
- 石門
- 大師洞
- 幟岳
- 大亀岩
- 二見岩
- 螺貝岩

## 施設

### 展望台
- 第一展望所 - 内海湾と裏八景を望む。
- 第二展望所 - 八角堂、かわら投げ所がある。
- 鷹取展望台 - 眼下の層雲壇に連なる峡谷から内海湾まで一望できる。応神天皇が鷹　狩をしたと伝わる場所。
- 四望頂展望台 - 渓谷の先に玉筍峰と烏帽子岩を望める。小豆島スカイラインに接する。

### その他
ロープウェイ山頂駅付近
- 阿豆枳島（あずきしま）神社三笠山拝殿
- 三笠山登山道

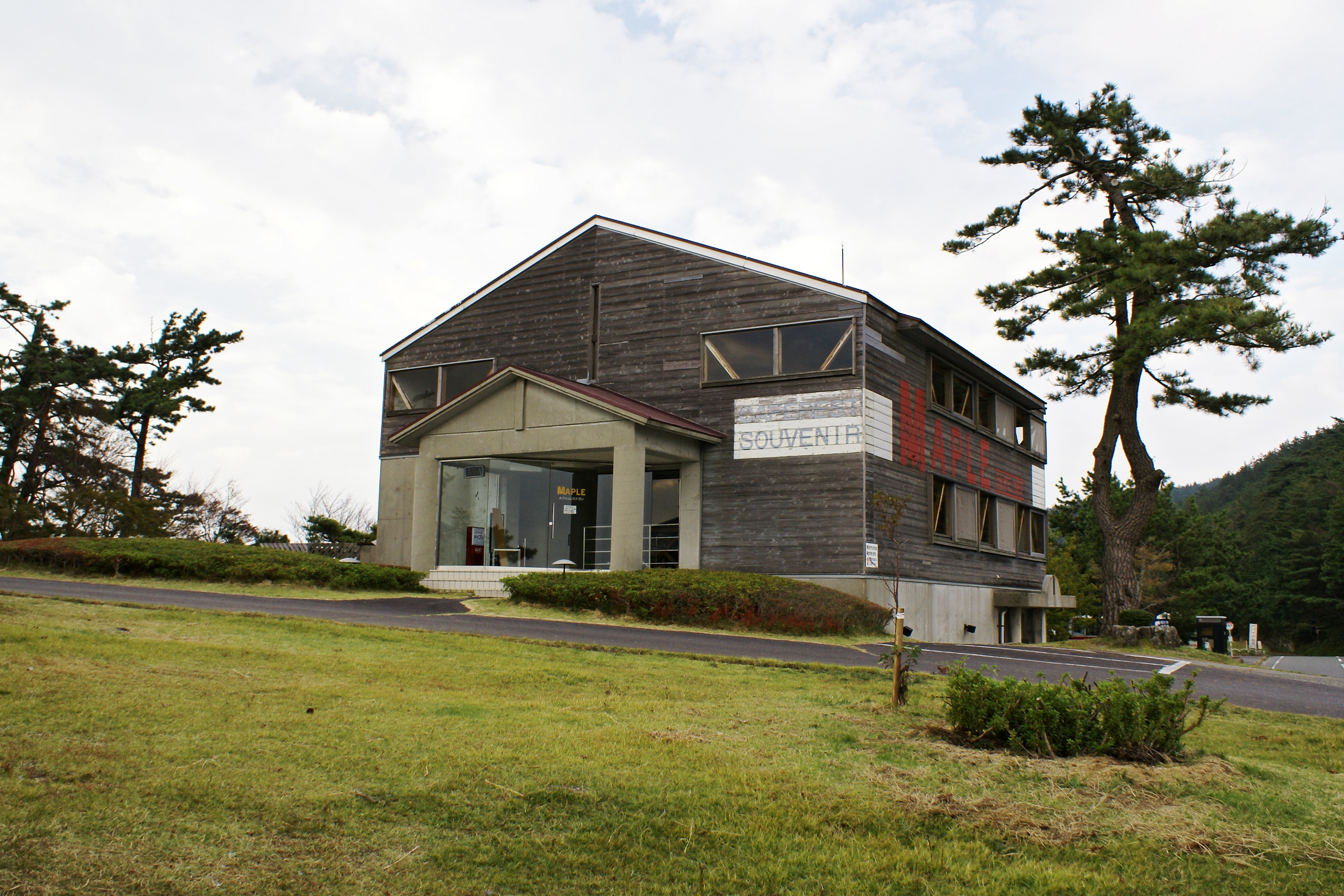
レストラン
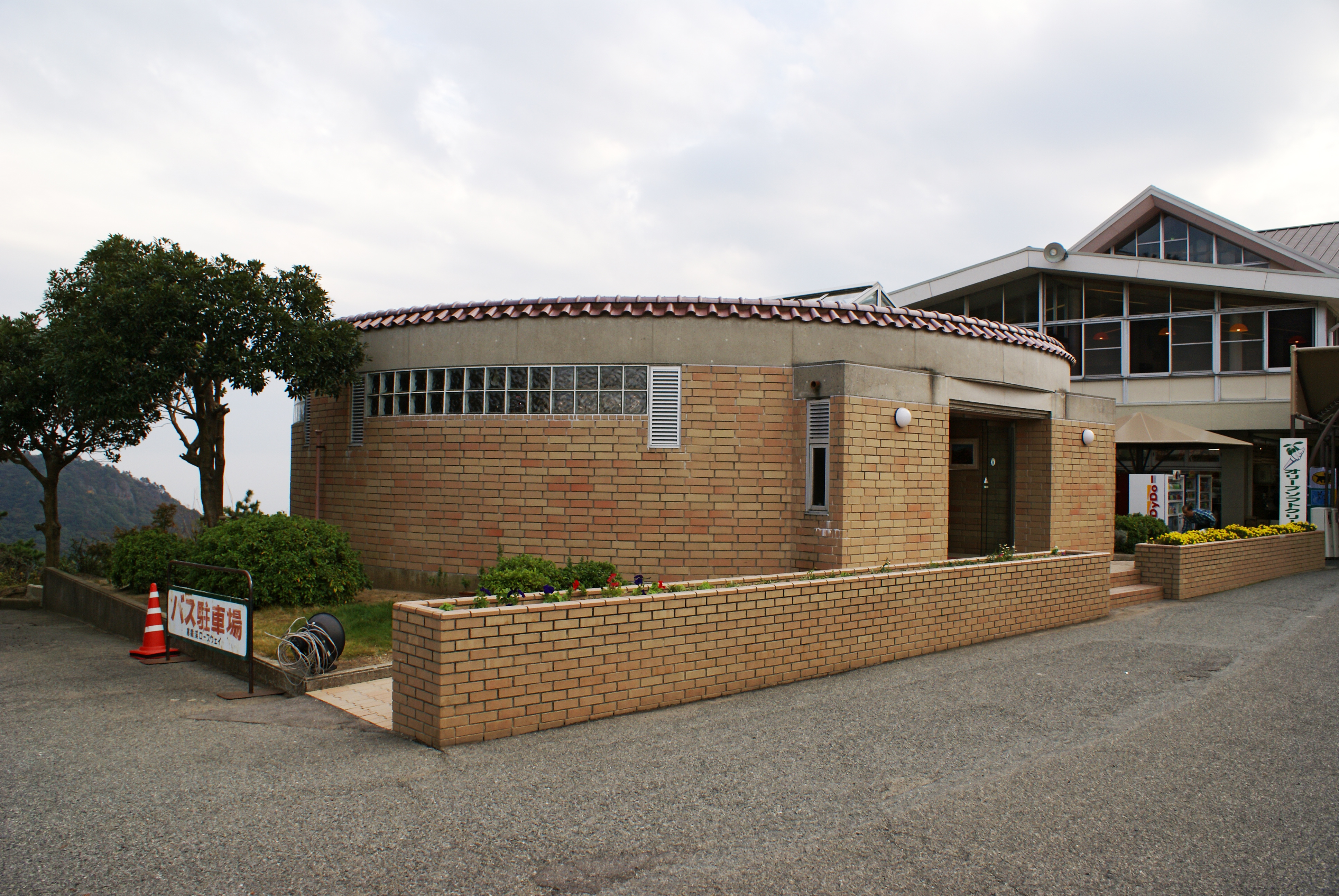
建設費一億円のトイレ
- お土産屋

ロープウェイこううん駅（紅雲亭）付近
- バス停留所
- 紅雲亭

- レストラン
- 建設費1億円の豪華トイレ

## 所在地
〒761-4433 香川県小豆郡小豆島町神懸通

## 交通アクセス
車・バイクで直接登ることもできる。またハイキングの場合は、徒歩またはバスで ⑤登山道入り口である紅雲亭まで行き、そこから登山道（表12景）かロープウェイを選択するのが一般的である。裏8景の登山道入り口は紅雲亭より少し下がったところにある。
交通公共機関は寒霞渓公式サイトを参照。

## 周辺情報
- 星ヶ城城址、阿豆枳島神社本殿…星ヶ城山山頂が瀬戸内海の最高地点となる。
- 四方指（しほうざし） - 小豆島で２番目に高い三角点（776m）である前ノ田（まえのた）付近の地名。四方を指しても遮る物がないという意味
- 銚子渓 - 銚子の滝、お猿の国（銚子渓自然動物園）、仙多公峰、さくらの森
- 石門洞（島四国18番札所） - 洞窟に建てられた山岳霊場
- 清滝山（島四国14番札所） - 洞窟に建てられた山岳霊場
- 宝生院（島四国54番札所） - 宝生院のシンパクは国の特別天然記念物
- 小豆島大観音
- オリーブ神殿と句碑の森
- 中山地区 - 中山千枚田（棚田百選）、蛙子池、湯船の水（日本の名水百選）
- 小豆島オリーブ公園